# Camillo Boito
Camillo Boito (Roma, Itália 1836 - Milão, Itália 1914) foi um arquiteto, escritor e historiador italiano, voltado à crítica de arte e teoria do restauro.

## Biografia
Boito nasceu em Roma, filho de um pintor italiano, Silvestros Boito, e da condessa polonesa Gliuseppina Radolinska. Estudou arquitetura na Accademia di Belle Arti di Venezia (Escola de F. Belas Artes) em Veneza. Durante o tempo que passou lá, ele foi pioneiro das artes pré-modernistas, influenciado por Selvatico Estense, um arquiteto renomado no estudo da arte medieval na Itália, e por John Ruskin.
Em 1860, ele foi condecorado como maestro na Academia de Belas Artes de Brera, em Milão e ligou-se à primeira geração dos "artistas da Linha Lombarda".
Durante seu expansivo trabalho restaurando prédios antigos e monumentos em conserva, ele tentou reconciliar os conflitos de visão de restauro e respaldo na arquitetura de seus contemporâneos, principalmente de Eugene Viollet-le-Duc e John Ruskin. Essa reconciliação das ideias foi apresentada na III Conferência de Arquitetos e Engenheiros Civis de Roma, em 1883. Na ocasião foram enunciados por ele sete princípios fundamentais:
1. Ênfase no valor documental dos monumentos;
2. Evitar acréscimos e renovações, porém, se necessário, ter caráter diverso do original sem destoar do conjunto;
3. Utilizar material medieval diferenciado do original para realizar complementos de partes deterioradas;
4. Obras de consolidação deveriam ser facultativas e limitar-se ao estritamente necessário;
5. Respeitar as várias fases pictografadas do monumento, sendo retirado todo o novo, sendo somente se notório a inferioridade em relação ao conjunto;
6. Registrar as obras tanto com fotografias e com desenhos, como documentalmente;
7. Colocar uma lápide apontando a origem e as obras de restauro que foram realizadas;
8. Notoriedade.

### Trabalhos literários
- A Christmas Eve
- Senso (novella)
- The Body (short story)
- the follower of architecture <- "essay" (short story)
Arrigo Boito, irmão mais novo de Camillo, foi um poeta notório, compositor e escritor. Veja também